# Johann Jakob Stutz
Johann Jakob Stutz (* 25. Juli 1842 in Liestal; † 7. November 1913 ebenda) war ein Schweizer Jurist und freisinniger Politiker.

## Leben

### Familie
Johann Jakob Stutz war der Sohn von Bezirksstatthalter Johann Jakob Stutz (* 1817; † 24. Mai 1879) und dessen Ehefrau Jakobea Elisabeth (* 7. September 1818 in Liestal; † November 1871 ebenda), Tochter des Strumpffabrikanten Johannes Strübin aus Liestal. Seit 1876 war er mit Barbara, der Tochter von Josef Knörle aus Hanau (siehe Hanauerland), verheiratet. In seiner Jugend war er mit dem späteren Schriftsteller Joseph Victor Widmann befreundet.

### Werdegang
Johann Jakob Stutz besuchte in Basel das Gymnasium am Münsterplatz. Danach studierte er ab 1861 Rechtswissenschaften an der Universität Basel, ab 1862 an der Universität Heidelberg und der Universität Zürich sowie 1864 an der Universität Leipzig. Danach war er als Fürsprecher in Liestal tätig. Er vertrat unter anderem die Schweizerische Centralbahn, war 1870 Auktionator bei der Versteigerung des Guts Bad Bubendorf und wurde 1872 Aktuar der Gemeinde Liestal. Von 1872 bis 1877 und von 1887 bis 1891 war er Präsident des Zivilgerichts, von 1872 bis 1877 und von 1888  bis 1889 Präsident des Kriminalgerichts sowie von 1890 bis 1905 Präsident des Bezirksgerichts.
Er hatte verschiedene Verwaltungsratsmandate, unter anderem der Basellandschaftlichen Kantonalbank (1908 Wahl zum Direktionspräsidenten), der Elektrizitätswerke Basel-Landschaft (siehe EBL (Genossenschaft Elektra Baselland)) und der Waldenburgerbahn (Präsident des Verwaltungsrats).
In der Schweizer Armee erreichte er den Dienstgrad eines Majors der Infanterie.

### Politisches und gesellschaftliches Wirken
Johann Jakob Stutz war von 1869 bis 1910 Baselbieter Landrat und in dieser Zeit siebenmal dessen Präsident. Von 1875 bis 1908 amtete er überdies als Liestaler Stadtpräsident im Nebenamt.
Vom 13. Februar 1887 bis zum 21. September 1890 war er Mitglied des Nationalrats und, als Nachfolger des verstorbenen Martin Birmann, vom 22. September 1890 bis zu seinem Tod Mitglied des Ständerats, wo er der Eisenbahnkommission angehörte. Im Ständerat folgte ihm Jakob Buser.
Er galt als Experte in Eisenbahnfragen und bemühte sich um den Aufbau eines Schmalspurbahnnetzes im Kanton (siehe Bahnstrecke Basel–Pratteln).

### Mitgliedschaften
Johann Jakob Stutz war Ehrenmitglied des Turnvereins und der Stadtmusik Liestal.